# Euphorbia obesa
A planta-baseball (Euphorbia obesa) é uma espécie de planta nativa da África do Sul. Esta usada como ornamental.